# Initiateur
 (août 2025).
Motif : Pertinence encyclopédique de ce guide pratique datant de 2007 ? Synthèse, sources, historique ?
- Archive Wikiwix
- Bing
- Cairn
- DuckDuckGo
- E. Universalis
- Gallica
- Google
- G. Books
- G. News
- G. Scholar
- Persée
- Qwant
- (zh) Baidu
- (ru) Yandex
- (wd) trouver des œuvres sur Wikidata

| 1. | Préciser le motif de la pose du bandeau. | Précisez le motif de la pose du bandeau en utilisant la syntaxe suivante : {{admissibilité à vérifier\|date=août 2025\|motif=remplacez ce texte par le motif}}                  |
| 2. | Informer les utilisateurs concernés.     | Pensez à avertir le créateur de l'article, par exemple, en insérant le code ci-dessous sur sa page de discussion : {{subst:avertissement admissibilité à vérifier\|Initiateur}} |

Le brevet d'initiateur est le premier niveau d'enseignement de la plongée de la Fédération française d'études et de sports sous-marins (FFESSM). Il est accessible dès le niveau 2 de plongeur. 
Un plongeur niveau 2 ou niveau 3 titulaire du brevet d'initiateur devient enseignant niveau 1 (E1) et peut assurer la formation de plongeurs dans la zone entre 0 et 6 mètres.
Un plongeur niveau 4 titulaire du brevet d'initiateur devient enseignant niveau 2 (E2) et peut assurer la formation de plongeurs dans la zone entre 0 et 20 mètres.

## Prérogatives
Les prérogatives de l'initiateur sont définies par le Code du Sport, A 322-71 à A 322-87 (reprise de l'arrêté du 22 juin 1998, modifié 2000) 
- Si l'initiateur est titulaire du brevet de plongeur niveau 2 (minimum requis pour devenir initiateur) ou niveau 3, il devient moniteur E1 (classification du Code du Sport).
- Si l'initiateur est titulaire du brevet de plongeur niveau 4, il devient moniteur E2 (classification du Code du Sport).

Le terme initiateur désigne dans le langage courant indifféremment la formation menant au brevet d'initiateur et le premier niveau d'enseignement (E1).

### Moniteur E1 - initiateur de club
- surveillance et organisation des séances en bassin, dans la zone des 6 mètres ;
- responsabilité d'enseignement en bassin, dans la zone des 6 mètres (directeur de plongée) ;
- encadrement dans la zone des 6 mètres ;
- enseignement du débutant au plongeur niveau 2 dans la zone des 6 mètres. Si l'enseignement s'effectue en milieu naturel, le directeur de plongée doit être au minimum un moniteur fédéral 1er degré (enseignant E3) ;
- participation aux jurys du brevet de plongeur niveau 1 ;
- en milieu artificiel : validation des compétences du brevet de plongeur niveau 1 ;
- équivalence UC4 du MF1 (pédagogie pratique sans scaphandre et avec scaphandre en surface). Cette équivalence s’applique également aux Initiateurs ancienne formule ;
- équivalence initiateur entraineur apnée IE1 à condition d'avoir le RIFAA[1].

### Moniteur E2
En plus des prérogatives du E1, l'initiateur titulaire du brevet de plongeur niveau 4 peut :
- enseigner la plongée au sein d'un club, dans la zone des 20 mètres (jusqu'au niveau 4), sous la direction d'un moniteur fédéral 1er degré licencié (enseignant E3) ;
- valider les compétences du brevet de plongeur niveau 1
- valider les compétences du brevet de plongeur niveau 2
- valider les plongées qu'il a encadrées en milieu naturel.

## Conditions d'obtention

### Conditions de candidature
- Être titulaire d’une licence F.F.E.S.S.M. en cours de validité ;
- être âgé de 18 ans révolus à la date d’entrée en formation, stage initial compris ;
- être titulaire du brevet de plongeur autonome niveau II minimum ou d’un titre ou diplôme équivalent ;
- Être titulaire de la carte RIFA Plongée de la FFESSM ;
- Avoir effectué au minimum 12 plongées en autonomie, désignées comme telles sur le carnet de plongée du candidat ou de la candidate et validées comme telles par un P5 minimum. Les plongeurs de niveau 3, les Guides de Palanquée (N4) ainsi que les Directeurs de Plongée (N5) sont dispensés de cette condition;
- être présenté par le président du club d'appartenance ;
- Être Francophone.
- présenter un certificat médical de non-contre-indication à la plongée subaquatique de moins d'un an, délivré par un médecin fédéral ou titulaire du C.E.S. de médecine du sport (capacité ou D.U.), médecin hyperbare ou médecin de la plongée ;
- Avoir effectué dans l’ordre chronologique depuis l’obtention du Brevet de Plongeur Autonome Niveau 2 (ou titre ou diplôme équivalent) :
  1. Une formation initiale de 2 jours (consécutifs, ou fractionnés en quatre demi-journées sur un mois maximum), organisée par un Club ou par un Comité Départemental. Le Responsable est un MF2, BEES2 ou DES-JEPS licencié à la FFESSM, présent pendant la totalité du stage. Ce Responsable valide la formation initiale sur le livret pédagogique initiateur remis au candidat en fin de formation initiale (le stage initial MF1 validé dispense son bénéficiaire de la formation initiale).
  2. Un stage en situation: milieu artificiel et/ou milieu naturel avec formation limitée à l’espace 0 – 6 m.. Ce stage a pour objet l’obtention de 3 Groupes de compétences obligatoires: GC1, GC2 et GC3 (un quatrième groupe de compétences désigné par GC4 est optionnel et concerne les Guide de Palanquées – Niveau 4 préparant l’initiateur de club ou les initiateurs de club devenus Guides de Palanquées – Niveau 4). La durée et la répartition des séances constitutives de ce stage sont: 6 jours consécutifs ou 3 fois 2 jours ou 16 séances piscines. Le livret de formation précise le nombre minimum de séances permettant de valider chaque groupe de compétences.

Le démarrage du stage en situation n’est possible qu’après validation de la formation initiale.
Le tuteur de stage est un MF2, BEES 2, DE-JEPS ou DES-JEPS licenciés, ou bien un MF1 ou un BEES1 licenciés titulaire de la qualification TSI. L’évaluation par le tuteur de stage se fait en contrôle continu, et les séances sont validées sur le livret pédagogique initiateur.
En fin de stage en situation, le tuteur de stage donne un avis favorable ou bien défavorable porté sur le livret pédagogique initiateur.
Seul l’avis favorable permet de se présenter à l’examen ; dans le cas contraire, le tuteur de stage peut proposer au stagiaire une prolongation de son stage en situation.
Ces stages devront être effectués dans un délai de trois ans maximum à partir de la fin de la formation initiale. Le candidat doit se présenter à l’examen avant la fin des trois ans.

### Épreuves de l'examen
L'examen se déroule en quatre épreuves. Celles-ci ont lieu en piscine et peuvent se dérouler dans n'importe quel ordre, suivant l'organisation de la session et le nombre de candidats.
- L'épreuve de réglementation est un test écrit. Le candidat doit répondre à une série de questions (QCM ou champs à remplir) portant sur la réglementation qui régit le statut d'initiateur (prérogatives, code du sport, responsabilité, etc).

- L'épreuve de mannequin est un test physique. Le candidat, équipé de ses palmes, de son masque et de son tuba doit:

1. Nager 100 mètres en nage libre.
2. Descendre à une profondeur comprise entre 2 et 6 mètres et tenir une apnée de 20 secondes minimum en déplacement.
3. Après une récupération de 10 secondes au maximum en surface, redescendre à la même profondeur et remonter un mannequin de 1,5 kg de poids apparent.
4. Remorquer le mannequin, les voies respiratoires hors de l’eau, sur une distance de 100 mètres.

Le candidat doit maintenir le mannequin, les voies aériennes hors de l’eau en utilisant une prise et une tenue du mannequin applicable à une victime réelle, selon la prise classique (bras placé sous l'aisselle, main sur la poitrine, tête du mannequin sur l'épaule) en se déplaçant sur le dos.

Le candidat ne dispose que d’une seule tentative pour réaliser l’épreuve dans sa totalité. Toutefois, si le candidat échoue dans la récupération du mannequin, il peut faire une seconde tentative, le chronomètre n’étant pas arrêté.
- L'épreuve de pédagogie pratique consiste à organiser et à mener une séance, en tant qu'encadrant, sur un sujet donné. Le candidat tire un sujet au sort et dispose de 30 minutes pour le préparer. Après quoi, il doit expliquer brièvement la situation de son élève fictif au jury (place dans la formation, prérequis), puis mener le cours auprès de l'élève en question, dont le rôle est joué par un membre du jury.
- L'épreuve de pédagogie organisationnelle, quant à elle, consiste à expliquer à des pairs (d'autres moniteurs ou initiateurs joués par le jury) comment vont s'organiser une ou plusieurs séances de formation, sur un sujet donné. Le candidat tire un sujet au sort et dispose de 30 minutes pour le préparer. Après quoi, il doit expliquer brièvement (10 minutes) l'organisation qu'il a prévue à ses collègues moniteurs (le jury) (situation dans la formation, sécurité à mettre en place, matériel, encadrement prévu, etc.), puis répondre aux questions (20 minutes) sur l'organisation qu'il a mise en place.

Un descriptif officiel détaillé de l'examen peut être lu ici.

## Équivalences
En France, l'organisation de la pratique de la plongée sous-marine est déléguée à la Fédération française d'études et de sports sous-marins, qui délivre le brevet d'initiateur. La FFESSM étant membre fondateur de la Confédération mondiale des activités subaquatiques, l'initiateur, s'il est E2, acquiert automatiquement le niveau de moniteur CMAS 1 étoile.
La carte de niveau qui lui est remise est une carte double-face FFESSM (en français) - CMAS (en anglais) et permet d'indiquer le niveau du plongeur à tout organisme membre de la CMAS à l'international.